# Петер Вилфан
Петер Вилфан (Марибор, 29. јун 1957) је бивши југословенски и словеначки кошаркаш.

## Клупска каријера
Вилфан је највећи део каријере провео у Унион Олимпији, а играо је још и за Југопластику и Партизан.

## Репрезентација
Са репрезентацијом Југославије наступао је између 1978. и 1983. године. За то време освојио је злато на Светском првенству у кошарци 1978. године, сребро на Европском првенству 1981. и две бронзане медаље на Европском првенству 1979. и Светском првенству 1982.
Био је први капитен Кошаркашке репрезентације Словеније.

## После кошарке
Након завршетка кошаркашке каријере, Вилфан је постао спортски коментатор на Радио-телевизији Словеније. Такође је и отворио школу кошарке.

## Занимљивости
Петер Вилфан је био познат по елегантним скоковима и прецизним шутевима са даљине.